# Marco Cornez
Marco Antonio Cornez Bravo (Santiago, 1957. október 15. – Santiago, 2022. május 21.) chilei válogatott labdarúgókapus.

## Pályafutása

### Klubcsapatban
Pályafutását 1975-ben a Palestinóban kezdte, majd 1977-ben a Linaresben folytatta. 1978-ban visszatért a Palestinóhoz, de egy évvel később ismét távozott. 1980-ban a Magallanes játékosa volt. 1981 és 1983 között harmadik alkalommal volt a Palestino kapusa. 1984-től 1990-ig az Universidad Católica csapatát erősíttette, melynek tagjaként 1984-ben és 1987-ben megnyerte a chilei bajnokságot. Később szerepelt még az Antofagasta (1991-93), a Regional Atacama (1994), az Everton (1995), az CD Iquique (1996-97) és a Coquimbo Unido (1997) csapatában.   

### A válogatottban
1982 és 1995 között 22 alkalommal szerepelt a chilei válogatottban. Részt vett és az 1982-es világbajnokságon, de nem kapott lehetőséget egyetlen mérkőzésen sem. Tagja volt az 1983-as, az 1987-es, az 1989-es, az 1991-es és az 1995-ös Copa Américán szereplő válogatott keretének is.

## Sikerei
Universidad Católica
- Chilei bajnok (2): 1984, 1987